# Antonio DeMarco
Antonio de Marco Soto (ur. 7 stycznia 1986 w Los Mochis) – meksykański bokser, były zawodowy mistrz świata wagi lekkiej (do 135 funtów) organizacji WBC. 
Karierę zawodową rozpoczął 21 czerwca 2004. Do lipca 2009 stoczył 24 walki, z których wygrał 22, jedną zremisował a jedną przegrał. W tym okresie zdobył wakujący tytuł WBO NABO w wadze lekkiej.
31 października 2019 otrzymał szansę walki o  tytuł tymczasowego mistrza WBC w wadze lekkiej. Wykorzystał ją pokonując Nikaraguańczyka Jose Alfaro przez techniczny nokaut w 10 rundzie.
6 lutego 2010 stanął do walki o tytuł pełnoprawnego mistrza WBC. Przegrał z ówczesnym mistrzem Wenezuelczykiem Edwinem Valero przez poddanie w 9 rundzie.  
W lutym 2011 zdobył tytuł WBC Silver wagi lekkiej w pojedynku z Reyesem Sanchezem, który był zarazem eliminacją do walki o tytuł mistrza świata.  
Po rezygnacji z tytułu przez Humberto Soto w pojedynku o wakujący pas mistrzowski spotkał się, 15 października w Los Angeles, z Wenezuelczykiem Jorge Linaresem byłym mistrzem WBC w wadze piórkowej i WBA w junior lekkiej. Mimo wyraźnej przewagi Linaresa pokonał go przez techniczny nokaut w jedenastej rundzie i został nowym mistrzem świata.
W pierwszej obronie tytułu, 17 marca 2012, znokautował rodaka Miguela Romana a następnie, 8 września, wygrał przez techniczny nokaut w pierwszej rundzie z Amerykaninem Johnem Moliną. 17 listopada zmierzył się w Atlantic City z Amerykaninem Adrienem Bronerem. Przegrał przez nokaut w ósmej rundzie i utracił pas mistrzowski.  